# 22473 Stanleyhey
22473 Stanleyhey è un asteroide della fascia principale. Scoperto nel 1997, presenta un'orbita caratterizzata da un semiasse maggiore pari a 2,6361664 UA e da un'eccentricità di 0,1964036, inclinata di 12,07168° rispetto all'eclittica.